# José Gonzalo Rodríguez Gacha
José Gonzalo Rodríguez Gacha (Pacho, Cundinamarca,14 mei 1947 – Tolú (Sucre), 15 december 1989) was een Colombiaans drugsdealer, de rechterhand van Pablo Escobar en lid van het Medellínkartel.

## Biografie
Jose Gónzalo Rodríguez Gacha kwam uit een arme familie en had geen schoolopleiding. In zijn jeugdjaren had hij al een angstaanjagende reputatie opgebouwd. Als huurmoordenaar moest Gacha ervoor zorgen dat geen gangster de controle over de smaragdmijnen kon krijgen. In het begin van de jaren 70 verhuisde Gacha naar de Colombiaanse hoofdstad Bogotá. Daar ging hij samenwerken met Verónica Rivera de Vargas in het dealen en smokkelen van drugs. 
In 1976 trok Gacha naar Medellín en werd lid van het Medellínkartel, en eind jaren 70 begonnen Gacha en de andere leden van het kartel met het aanmaken, op de markt brengen en verspreiden van cocaïne. José Gonzalo Rodríguez Gacha richtte zich vooral op het zoeken van nieuwe smokkelroutes via Mexico naar de Verenigde Staten en dan zo naar Los Angeles, Californië of Houston, Texas. Zo kreeg hij al snel de bijnaam El Mexicano (De Mexicaan). Maar volgens het DOJ, gestationeerd in Bogotá of in een ander deel van Cundinamarca, gingen de smokkelroutes via Panama zo naar de westkust van Amerika. Zo getuigde Barry Seal, een van de piloten van het Medellínkartel, aan het DOJ. Op 19 februari 1986 werd Barry Seal vermoord, omdat hij een getuigenis had afgelegd tegen het Medellínkartel. 
In het begin van 1989 raakte Gacha betrokken bij een machtsstrijd over de smaragdmijnen. Op 27 februari 1989 droeg Gacha 25 gangsters op om Gilberto Molina te vermoorden. Later wordt José Gonzalo Rodríguez Gacha door de Colombiaanse en Amerikaanse overheid beschuldigd van tientallen moorden, waarvan de moord op president Jaime Pardo Leal op 12 oktober 1987. Op 21 augustus 1989 gaf het DEA een lijst vrij met 12 Colombiaanse drugshoofden, op die lijst staan onder anderen Pablo Escobar, Carlos Lehder en José Gonzalo Rodríguez Gacha. Ondertussen zette het DEA het drugsgeld van Gacha, meer dan 80 miljoen dollar, vast dat op vijf verschillende banken op de wereld stond in de Verenigde Staten, Engeland, Zwitserland, Oostenrijk en Luxemburg. Daarnaast stond er nog 20 miljoen dollar van Gacha geparkeerd op een bank in Panama, dat beschermd werd tegen de Amerikaanse overheid.

## Dood
In het midden van 1989 wordt Fredy Rodríguez Celades, de zoon van José Gonzalo Rodríguez Gacha, gearresteerd door de Colombiaanse overheid wegens illegaal wapenbezit. Fredy Rodríguez Celades wordt in de cel gezet zodat ze Gacha onder druk konden zetten, wat tot ieders verrassing daadwerkelijk hielp. De politie liet Fredy gaan en wachtte tot hij naar zijn vader ging, die in Cartagena zat. Vanaf daar volgde de Colombiaanse Nationale Politie Gacha naar zijn ranch in Tolú. Op 15 december 1989 werden Fredy Rodríguez Celades, Gilberto Rendon en een bodyguard van het Medellínkartel neergeschoten door de politie. José Gonzalo Rodríguez Gacha en drie anderen probeerden te ontsnappen in de velden maar werden neergeschoten. José Gonzalo Rodríguez Gacha werd begraven op 17 december 1989.
Gacha's rol in het Medellínkartel en zijn dood worden ook belicht in de televisieserie Narcos van Netflix, waarin de acteur Luis Guzmán de drugsbaas speelt.
- Library of Congress Control Number: nr90005837
- Virtual International Authority File: 58928639
- WorldCat: E39PBJy4cBXDmgPWrT9J7Ywgrq